# Густота річкової сітки
Густота́ річково́ї сі́тки — показник розгалуженості річкової сітки. Виражається відношенням суми довжини (у кілометрах) усіх поверхневих водотоків даного басейну або даної території до площі (у квадратних кілометрах) цього ж басейну чи території. 
Для території України густота річкової сітки пересічно становить 0,25 км/км². Найгустіша вона в Українських Карпатах, зокрема в басейні річок Черемош і Тиса — до 2—2,5 км/км². У Кримських горах — 0,7 км/км², на Донецькій височині — 0,5 км/км². 
У басейнах великих річок на окремих ділянках густота річкової сітки неоднакова. Так на правобережжі Дністра цей показник перевищує 1 км/км², на лівобережжі пересічно становить 0,5 км/км². Переважно на більшій частині України густина річкової сітки змінюється в межах 0,2—0,4 км/км². Мінімальне значення (від 0,09 до 0,2 км/км²) цей показник має в межиріччі Дністра і Південного Бугу, на лівобережжі Сіверського Дінця, на Приазовській височині, у верхній частині басейну Остра, Трубежа, Супою. Між Дніпром і Сивашем поверхневий стік відсутній.